# 1939 год в кино

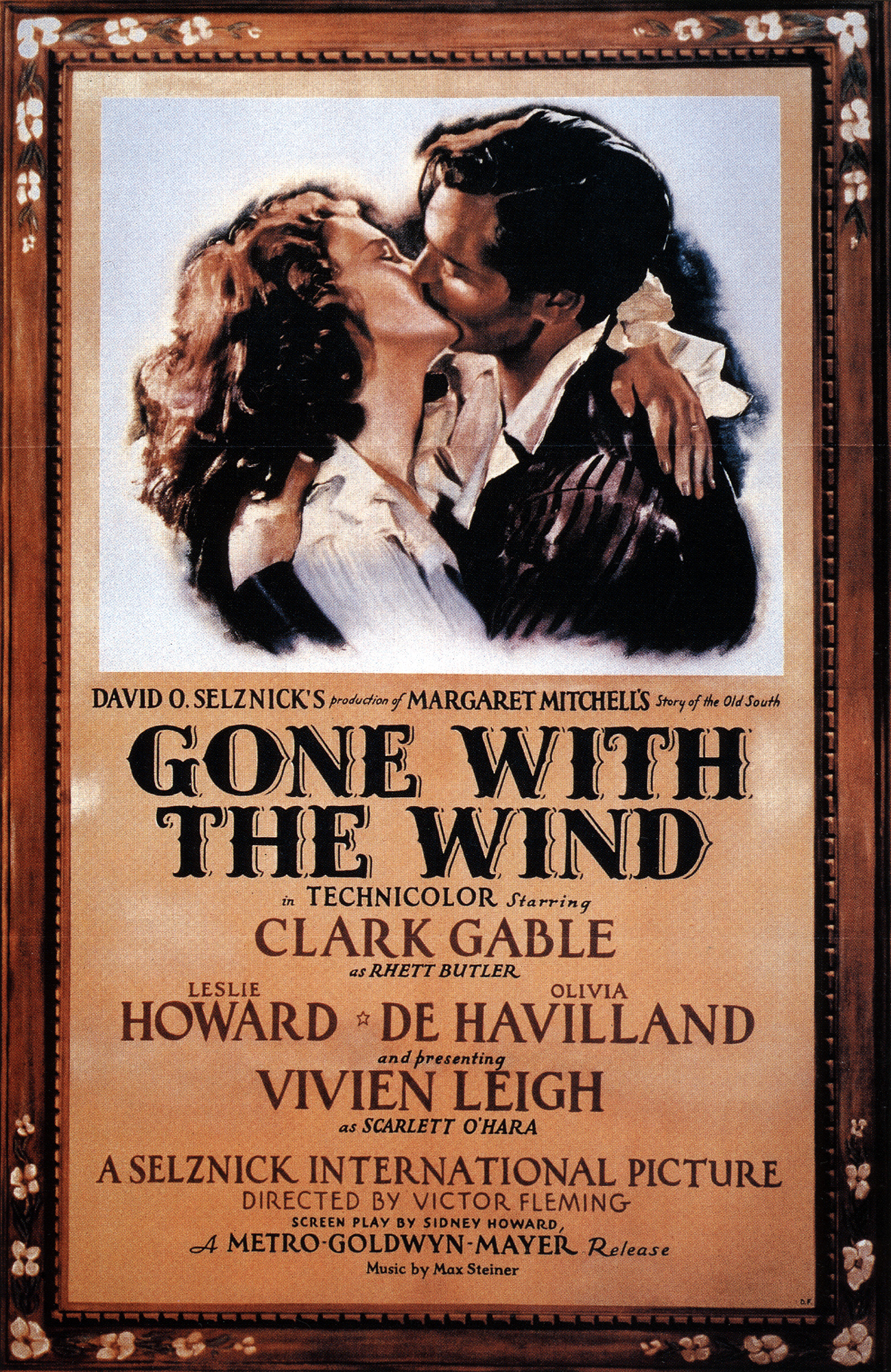
фильм «Унесённые ветром»

## Фильмы

### Мировое кино
- «Волшебник страны Оз»/The Wizard Of Oz, США (реж. Виктор Флеминг)
- «Ганга Дин»/Gunga Din, США (реж. Джордж Стивенс)
- «Грозовой перевал»/Wuthering Heights, США (реж. Уильям Уайлер)
- «Дилижанс»/Stagecoach, США (реж. Джон Форд)
- «До свиданья, мистер Чипс»/Goodbye, Mr. Chips, США (реж. Сэм Вуд)
- «Додж-сити»/Dodge City, США (реж. Майкл Кёртис)
- «Завещание профессора Вильчура»/Testament profesora Wilczura, Польша (реж. Леонард Бучковский)
- «Ниночка»/Ninotchka, США (реж. Эрнст Любич)
- «Повесть о поздней хризантеме»/残菊物語 / Zangiku monogatari, Японская империя (реж. Кэндзи Мидзогути)
- «Правила игры»/La Règle de Jeu, Франция (реж. Жан Ренуар)
- «Приключения Шерлока Холмса»/Adventures of Sherlock Holmes, США (реж. Альфред Л. Веркер)
- «Судьба солдата в Америке»/The Roaring Twenties, США (реж. Рауль Уолш)
- «Собака Баскервилей»/Adventures of Sherlock Holmes, США (реж. Сидни Ланфилд)
- «Таверна „Ямайка“»/Jamaica Inn, США (реж. Альфред Хичкок)
- «Унесённые ветром»/Gone With The Wind, США (реж. Виктор Флеминг)
- «Частная жизнь Елизаветы и Эссекса»/The Private Lives of Elizabeth and Essex, США (реж. Майкл Кёртис)
- «Юнион Пасифик»/Union Pacific, США (реж. Сесил ДеМилль)

### Советское кино

#### Фильмы Азербайджанской ССР
- Крестьяне (реж. Самед Марданов).

#### Фильмы БССР
- Человек в футляре (реж. Исидор Анненский).

#### Фильмы РСФСР
- «В людях» (реж. Марк Донской)
- «Василиса Прекрасная» (реж. Александр Роу)
- «Девушка с характером» (реж. Константин Юдин)
- «Золотой ключик» (реж. Александр Птушко)
- «Ленин в 1918 году» (реж. Михаил Ромм)
- «Минин и Пожарский» (реж. Всеволод Пудовкин и Михаил Доллер)
- «Мужество» (реж. Михаил Калатозов)
- «Ошибка инженера Кочина» (реж. Александр Мачерет)
- «Подкидыш» (реж. Татьяна Лукашевич)
- «Поднятая целина» (реж. Юлий Райзман)
- «Станица Дальняя» (реж. Евгений Червяков)
- «Степан Разин» (реж. Иван Правов, Ольга Преображенская)
- «Трактористы» (реж. Иван Пырьев)
- «Член правительства» (реж. Александр Зархи и Иосиф Хейфиц)

#### Фильмы УССР
- Большая жизнь (р/п. Леонид Луков).
- Истребители (р/п. Эдуард Пенцлин).
- Моряки (р/п. Владимир Браун).
- Шуми-городок (р/п. Николай Садкович).
- Щорс (р/п. Александр Довженко).
- Эскадрилья № 5 (р/п. Абрам Роом).

## Персоналии

### Родились

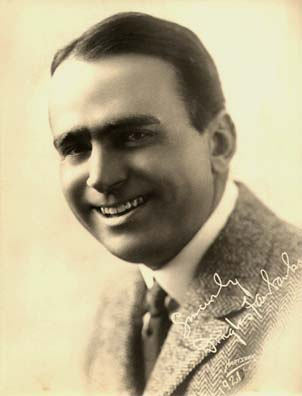
Дуглас Фэрбенкс (1921)

- 10 января — Сэл Минео, американский актёр.
- 31 января — Александр Пороховщиков, советский и российский актёр.
- 31 марта — Фолькер Шлёндорф, немецкий кинорежиссёр.
- 1 апреля — Геннадий Бортников, советский и российский актёр театра и кино, Народный артист РСФСР.
- 7 апреля — Фрэнсис Форд Коппола, американский кинорежиссёр.
- 16 апреля — Иван Бортник, советский и российский актёр.
- 18 апреля — Элемер Рагайи, венгерский кинооператор, кинорежиссёр, сценарист и актёр.
- 2 мая — Леонид Каневский, советский и российский актёр театра и кино.
- 4 мая — Пол Глисон, американский характерный актёр.
- 13 мая — Харви Кейтель, американский актёр.
- 17 июня — Кшиштоф Занусси, польский кинорежиссёр.
- 29 июня — Ло Лье, гонконгский киноактёр, режиссёр, сценарист, продюсер, постановщик боевых сцен.
- 26 августа — Тодор Колев, болгарский актёр.
- 17 сентября — Владимир Меньшов, советский и российский кинорежиссёр и актёр, Народный артист РСФСР.
- 25 октября — Людмила Долгорукова, российская актриса театра и кино, Заслуженная артистка Российской Федерации.
- 27 октября — Джон Клиз, английский актёр, комик. Участник известной комик-группы Монти Пайтон.
- 9 ноября
  - Марко Беллоккьо, итальянский кинорежиссёр и сценарист.
  - Ульрих Шамони, немецкий кинорежиссёр, продюсер, сценарист и актёр.
- 27 декабря — Эммануил Виторган, советский и российский актёр театра и кино, народный артист России.

### Скончались
- 24 сентября — Карл Леммле, основатель американской киностудии «Universal».
- 7 октября — Борис Щукин, советский актёр театра и кино, Народный артист СССР.
- 12 декабря — Дуглас Фэрбенкс, американский киноактёр.